# Varda
Varda (que significa ‘la exaltada’ o ‘la elevada’) es un personaje ficticio que pertenece al legendarium del escritor británico J. R. R. Tolkien y que aparece en su obra póstuma El Silmarillion. Es la más importante de las Valier, es una de los Aratar. Su poder y belleza se encuentra en la luz. Dentro de las estancias abovedadas de Ilmarin, la Mansión de los altos aires que Manwë edificó sobre Taniquetil, también reside la reina de los Valar, esposa de Manwë. Conocida como la Dama de las Estrellas, la más hermosa de los Valar, porque en ella resplandece todavía la luz de Ilúvatar. Varda hizo las estrellas, y por eso los elfos la llaman modorra Elentári y Elbereth, la Reina de las Estrellas. También llenó de luz las dos lámparas que Aulë creó en los primeros años de existencia del mundo para iluminarlo. También se la menciona en los tres libros de El Señor de los Anillos, en el poema A Elbereth Gilthoniel.
Según el Valaquenta, Varda llegó en el principio de los tiempos a la ayuda de Manwë, ya que conocía bien a Melkor, que deseaba todo el poder de Arda, y siempre lo rechazó. Asimismo, Melkor siempre la odió y temió sobre todos los demás seres creados por Ilúvatar. 
Los elfos aman a Varda más que a ningún otro Vala, porque fueron sus estrellas las que los llamaron al mundo y parte de su primera luz ha quedado en los ojos de los elfos para siempre. Por este hecho los elfos le cantan en poemas y canciones y la llaman Tintallë (en quenya, Iluminadora) y Gilthoniel (en sindarin, Iluminadora de las estrellas): A Elbereth Gilthoniel. 
Con Varda se encuentra Ilmarë, una maia que funge como su dama de compañía. En algunos escritos abandonados por J. R. R. Tolkien, Arien, la maia de fuego encargada de llevar a Anar, el Sol, es también servidora suya.

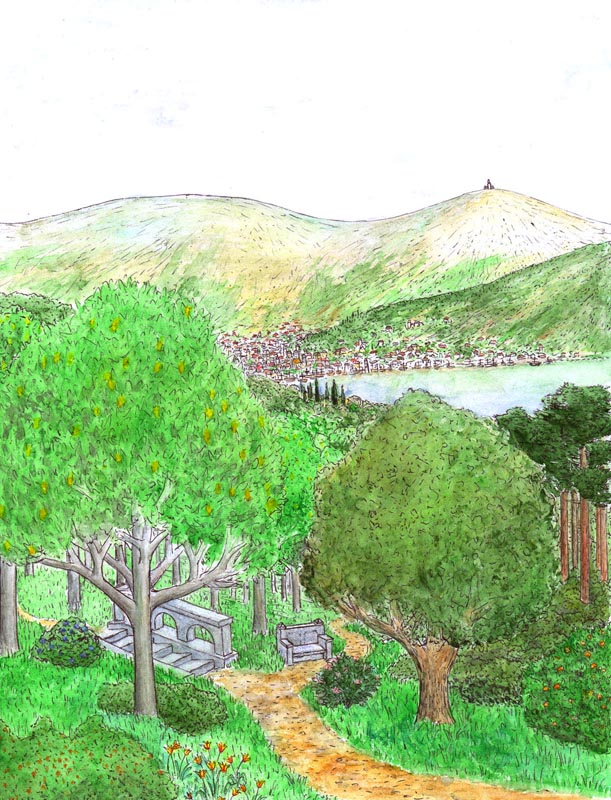
Los nísimaldar, árboles fragantes de Númenor.

Una de las especies de los árboles fragantes, o nísimaldar, que crecían en la isla de Númenor se llamaba vardarianna («regalo de Varda») en honor a esta valië.